# Campionat Sud-americà de futbol de 1947

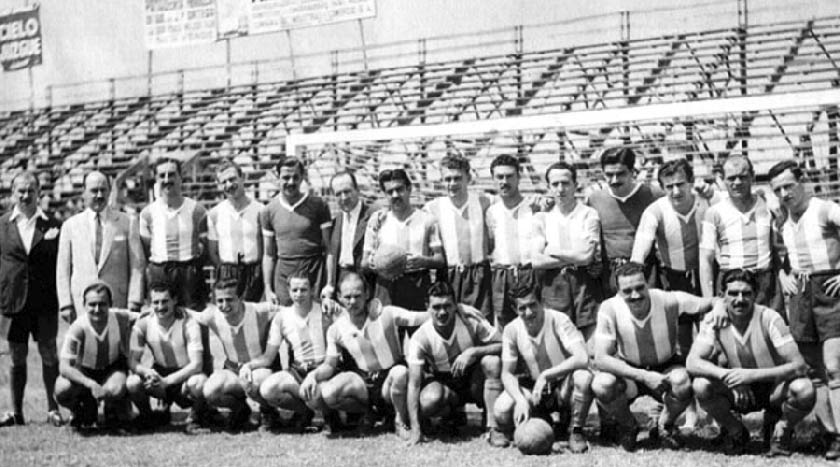
Argentina guanyà el seu novè títol.

La vintena edició del Campionat sud-americà de futbol se celebrà a Guayaquil, Equador del 30 de novembre al 31 de desembre de 1947, organitzat per la CONMEBOL.
Brasil no participà en la competició. Cada país participant jugà un partit amb la resta d'equips, atorgant-se dos punts per victòria, un per empat i zero per derrota.

## Estadis
| Guayaquil              |
| ---------------------- |
| Estadio George Capwell |
| Capacitat: 10.000      |
|                        |

## Ronda final
| Equip     | PJ | PG | PE | PP | GF | GC | DG  | Pts |
| --------- | -- | -- | -- | -- | -- | -- | --- | --- |
| Argentina | 7  | 6  | 1  | 0  | 28 | 4  | +24 | 13  |
| Paraguai  | 7  | 5  | 1  | 1  | 16 | 11 | +5  | 11  |
| Uruguai   | 7  | 5  | 0  | 2  | 21 | 8  | +13 | 10  |
| Xile      | 7  | 4  | 1  | 2  | 14 | 13 | +1  | 9   |
| Perú      | 7  | 2  | 2  | 3  | 12 | 9  | +3  | 6   |
| Equador   | 7  | 0  | 3  | 4  | 3  | 17 | −14 | 3   |
| Bolívia   | 7  | 0  | 2  | 5  | 6  | 21 | −15 | 2   |
| Colòmbia  | 7  | 0  | 2  | 5  | 2  | 19 | −17 | 2   |

| Equador         | 2–2 | Bolívia            |
| --------------- | --- | ------------------ |
| Jiménez 1', 24' |     | Gutiérrez 26', 44' |

| Uruguai                 | 2–0 | Colòmbia |
| ----------------------- | --- | -------- |
| Falero 26' · Britos 61' |     |          |

| Argentina                                                     | 6–0 | Paraguai |
| ------------------------------------------------------------- | --- | -------- |
| Moreno 10' · Loustau 22' · Pontoni 40', 50', 82' · Méndez 87' |     |          |

| Argentina                                                                   | 7–0 | Bolívia |
| --------------------------------------------------------------------------- | --- | ------- |
| Méndez 3', 44' · Pontoni 22' · Loustau 56' · Boyé 58', 76' · Di Stéfano 62' |     |         |

| Colòmbia | 0–0 | Equador |
| -------- | --- | ------- |
|          |     |         |

| Perú                        | 2–2 | Paraguai                 |
| --------------------------- | --- | ------------------------ |
| Castillo 17' · Mosquera 63' |     | Villalba 38' · Marín 74' |

| Uruguai                                                       | 6–0 | Xile |
| ------------------------------------------------------------- | --- | ---- |
| Sarro 3' · Falero 39', 42' · Gambetta 68' · Magliano 88', 89' |     |      |

| Xile                      | 2–1 | Perú      |
| ------------------------- | --- | --------- |
| Varela 25' · Busquets 71' |     | López 72' |

| Uruguai                       | 3–0 | Bolívia |
| ----------------------------- | --- | ------- |
| Magliano 9' · Falero 50', 79' |     |         |

| Xile                          | 3–0 | Equador |
| ----------------------------- | --- | ------- |
| Peñaloza 51' · López 62', 72' |     |         |

| Argentina                              | 3–2 | Perú                                   |
| -------------------------------------- | --- | -------------------------------------- |
| Moreno 41' · Di Stefano 55' · Boyé 56' |     | Gómez Sánchez 25' · López 65' · Torres |

| Colòmbia | 0–0 | Bolívia |
| -------- | --- | ------- |
|          |     |         |

| Paraguai                                  | 4–2 | Uruguai                  |
| ----------------------------------------- | --- | ------------------------ |
| Genés 52', 79' · Marín 76' · Villalba 89' |     | Magliano 3' · Britos 47' |

| Uruguai                                                    | 6–1 | Equador     |
| ---------------------------------------------------------- | --- | ----------- |
| Falero 19', 21' · Puente 24', 88' · García 28' · Sarro 35' |     | Garnica 51' |

| Argentina      | 1–1 | Xile      |
| -------------- | --- | --------- |
| Di Stefano 12' |     | Riera 37' |

| Paraguai                          | 3–1 | Bolívia      |
| --------------------------------- | --- | ------------ |
| Marín 5' · Genés 20' · Ávalos 25' |     | González 71' |

| Argentina                                                        | 6–0 | Colòmbia |
| ---------------------------------------------------------------- | --- | -------- |
| Fernández 7' · Di Stefano 30', 62', 75' · Boyé 38' · Loustau 55' |     |          |

| Perú | 0–0 | Equador |
| ---- | --- | ------- |
|      |     |         |

| Paraguai          | 2–0 | Colòmbia |
| ----------------- | --- | -------- |
| Villalba 22', 68' |     |          |

| Perú                                                   | 5–1 | Colòmbia   |
| ------------------------------------------------------ | --- | ---------- |
| Mosquera 3' · Guzmán 53', 79' · Gómez Sánchez 67', 81' |     | Arango 48' |

| Paraguai     | 1–0 | Xile |
| ------------ | --- | ---- |
| Villalba 60' |     |      |

| Argentina               | 2–0 | Equador |
| ----------------------- | --- | ------- |
| Moreno 30' · Méndez 72' |     |         |

| Uruguai    | 1–0 | Perú         |
| ---------- | --- | ------------ |
| Falero 74' |     | González 67' |

| Bolívia | 0–2 | Perú                      |
| ------- | --- | ------------------------- |
|         |     | Castillo 73' · Guzmán 82' |

| Argentina                     | 3–1 | Uruguai    |
| ----------------------------- | --- | ---------- |
| Méndez 30', 46' · Loustau 85' |     | Britos 74' |

| Paraguai                        | 4–0 | Equador |
| ------------------------------- | --- | ------- |
| Marín 22', 58', 69' · Genés 31' |     |         |

| Xile                                   | 4–1 | Colòmbia     |
| -------------------------------------- | --- | ------------ |
| Prieto 28' · Sáez 75', 88' · Riera 78' |     | Granados 90' |

| Xile                                                  | 4–3 | Bolívia                            |
| ----------------------------------------------------- | --- | ---------------------------------- |
| Aráoz 30' (p.p.) · Sáez 44' · Infante 50' · López 63' |     | Tapia 77' · Tardío 84' · Orgaz 88' |

## Resultat
| Campionat Sud-americà 1947 |
| -------------------------- |
| Argentina                  |
| Argentina Novè títol       |

## Golejadors
8 gols
- Nicolás Falero

6 gols
- Alfredo Di Stéfano
- Norberto Méndez
- Leocadio Marín

5 gols
- Juan Bautista Villalba

4 gols
- Mario Boyé
- Félix Loustau
- René Pontoni
- Alejandrino Genés
- Héctor Magliano

3 gols
- José Manuel Moreno
- Pedro Hugo López
- Osvaldo Sáez
- Carlos Gómez Sánchez
- Luis Guzmán
- Julio César Britos

2 gols
- Benigno Gutiérrez
- Fernando Riera
- José María Jiménez
- Valeriano López
- Máximo Mosquera
- Washington Puente
- Raúl Sarro

1 gol
- Mario Fernández
- Zenón González
- Severo Orgaz
- Armando Tapia
- Arturo Tardío
- Miguel Busquets
- Raimundo Infante
- Jorge Peñaloza
- Andrés Prieto
- Carlos Varela
- Carlos Arango
- Rafael Granados
- César Garnica
- Enrique Ávalos
- Félix Castillo
- Juan Castillo
- Schubert Gambetta
- José García

Pròpia porta
- Duberty Aráoz (per Xile)